# Dactylomys boliviensis
Dactylomys boliviensis es una especie de roedor de la familia Echimyidae.

## Distribución geográfica
Se encuentra en Bolivia, Brasil y Perú.